# Топливно-энергетический комплекс России
Топливно-энергетический комплекс России — совокупность отраслей экономики России, связанных с добычей, переработкой и транспортировкой топливно-энергетических ресурсов, производством, транспортировкой и распределением электроэнергии.
ТЭК России базируется на собственных энергетических ресурсах. Она экспортирует как электроэнергию, так и первичные энергоносители - нефть, газ, каменный уголь и уран.
По данным обзора British Petroleum, суммарная добыча первичных энергоносителей по годам в энергетическом эквиваленте в России выглядела следующим образом:
| Год:               | 2011  | 2012  | 2013  | 2014  | 2015  | 2016  | 2017  | 2018  | 2019  | 2020  | 2021  |
| ------------------ | ----- | ----- | ----- | ----- | ----- | ----- | ----- | ----- | ----- | ----- | ----- |
| Объём производства | 29.09 | 29.16 | 28.79 | 28.86 | 28.37 | 28.99 | 29.17 | 30.24 | 30.02 | 28.88 | 31.30 |

Тепловая энергетика России достаточно хорошо обеспечена запасами органического топлива.
Себестоимость производства электроэнергии на атомных электростанциях примерно в два раза ниже, чем на электростанциях, использующих органическое топливо.

## Исследование ресурсов
Европейские регионы России и Западная Сибирь:
- нефть — 65-70 %;
- природный газ — 40-75 %.

Восточная Сибирь и Дальний Восток России: 6-8 %.
Морской шельф: 1%(Эти регионы содержат 46 % разведанных запасов и 50 % вероятных запасов нефти, 80 % природного газа).
Полуостров Ямал:развитие добычи началось с 2007 года.
Достоверные (разведанные) российские ресурсы (относительно мировых запасов):
- нефть — 13,4 %;
- природный газ — 41,7 %;
- каменный уголь — 43 %.

Запасы газа оценены в 11трлн р 148,6млрд долл нефти в 40трлн р 540млрд долл(в ценах $ дек 2020г)

В России запасы нефти примерно 29млрд т 182,4млрд барр на 2700 месторождений 
В России доказанные запасы газа составили примерно ~40трлн м³ 50млрд т

## Нефтяная промышленность

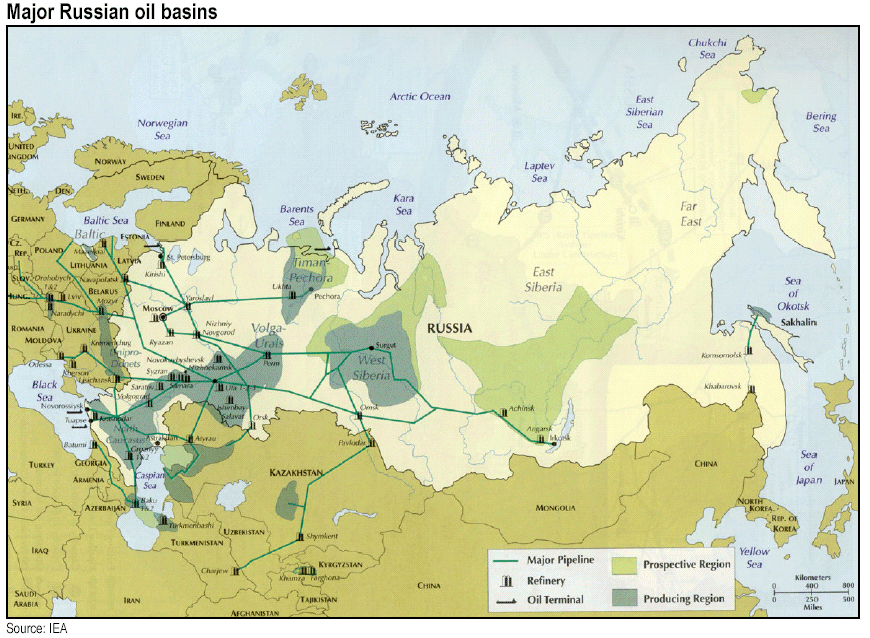
Основные нефтяные бассейны России

В 2009 году в России было добыто 494 млн тонн нефти (2-е место в мире), что на 1,2 % выше уровня 2008 года.
Запасы жидких углеводородов на 2007 год оценивались в размере не менее 9,5 млрд т. Крупнейшие нефтяные месторождения — Самотлорское, Приобское, Русское, Ромашкинское.
В 2000—2008 годах были введены в действия мощности по добыче и переработке нефти на 20,7 млн тонн.
Согласно данным Госкомстата РФ в 2007 году было добыто 491 млн тонн нефти, что на 2,1 % больше, чем в 2006 году (480 млн тонн), в результате темпы роста добычи нефти в России превысили темпы роста мирового спроса на нефть более чем в полтора раза.
По данным статистического агентства США в 2007 году потребление переработанной нефти в России составило 28,9 % от добычи нефти — 2,8 млн баррелей в день. Чистый экспорт нефти и нефтепродуктов составил 71,1 % от добычи нефти — 6,9 млн баррелей в день.
В 2019 добыто 560млн т нефти с добычей 11,25млн барр\сут 

## Электроэнергетика
Электроэнергетика России — отрасль российской энергетики, обеспечивающая производство, передачу, распределение и сбыт электроэнергии потребителям. По данным Министерства энергетики Российской Федерации выработка электроэнергии электростанциями ЕЭС России, включая производство электроэнергии на электростанциях промышленных предприятий, в 2019 году составила 1080,6 млрд кВт∙ч. В 2022 оно составило 1167  млрд кВт·ч
Производство электроэнергии опирается, в основном, на традиционные способы производства энергии. По состоянию на 2018 год около 63,5 % всей выработки электроэнергии в стране пришлось на тепловые электростанции, около 12% на атомную энергетику, около 20% на гидроэнергетику. Остальное пришлось на другие виды возобновляемой энергетики - солнечную, ветровую, приливную и геотермальную.

## Реформа электроэнергетики
В процессе реформы РАО «ЕЭС» была ликвидирована вертикальная интеграция генерирующей и сетевой деятельности. Сетевая, распределительная, а также диспетчерская деятельность осталась под контролем государства. Тарифы на неё устанавливаются Федеральной Антимонопольной службой. Согласно плану, генерирующая и сбытовая деятельность была открыта для частных компаний, в течение 2005—2011 годов подлежит дерегуляции и переходу в режим свободной конкуренции на основе биржевой торговли через ОАО «Администратор торговой системы».
Генерирующие компании, за исключением ОАО «РусГидро» и ФГУП «Росэнергоатом» (преобразовано в ОАО «Концерн Энергоатом»), были приватизированы в течение 2006—2008 года.
Изолированные энергетические акционерные общества реформируются по отдельному плану, временно не предусматривающему разделение по видам деятельности.
В течение 2007 года почти половина электростанций и 22 сбытовые компании страны перешли в частные руки. Поступления от приватизации в ходе дополнительных эмиссий акций составили около 25 млрд $.
В соответствии с планом реорганизации РАО «ЕЭС России» было ликвидировано 1 июля 2008 года.
31 мая 2008 года состоялось последнее собрание акционеров единой энергетической компании России. С 1 июля 2008 года РАО ЕЭС распалась на 23 независимые компании, лишь две из них — государственные. По этому случаю председатель правления компании Анатолий Чубайс на вопрос «Чем же вы будете заниматься?» заявил: «Отсыпаться буду. Знаете сколько мне нужно чтобы отоспаться? Года два нужно…»
К 1 января 2011 года завершился важнейший этап реформы: с этой даты все потребители электроэнергии в России (кроме населения, которое перейдёт на новую схему с 2014 года) покупают её по свободным ценам. Оптовый рынок электроэнергии состоит из двух компонентов: рынка электроэнергии и рынка мощности. На начало 2011 года свыше 90 % электроэнергии реализуется на рынке на сутки вперёд, а цена на мощность определяется на основании конкурентного отбора мощности на год вперёд.
При этом газета «Ведомости» отмечала: вследствие того, что, кроме энергии для населения, ещё и цены на электроэнергию, выработанную на АЭС и ГЭС, продолжают регулироваться государством, фактически свободный рынок в данной сфере отсутствует. За счёт этого, а также определённых правил, регулирующих рынок мощности, доля электроэнергии, цена которой определяется свободным рынком, оценивается лишь в 40 %. Оценивая результаты энергетической реформы, газета упоминала о росте цен на электроэнергию (вопреки обещаниям обратного), а также о вновь намечаемой консолидации отрасли в руках крупных игроков, в частности, государственных «Газпрома», «Интер РАО ЕЭС» и др.

## Энергоэффективность
Энергоэффективность и энергосбережение входят в 5 стратегических направлений приоритетного технологического развития, обозначенных президентом России В.В. Путиным на заседании Комиссии по модернизации и технологическому развитию экономики России 18 июня.
2 июля 2009 года в Архангельске на расширенном заседании президиума Госсовета Медведев особо отметил, что «энергоэффективность должна пронизывать и все остальные приоритеты технологической модернизации». Среди основных проблем, обозначенных президентом РФ, — низкая энергоэффективность во всех сферах, особенно в бюджетном секторе, ЖКХ, влияние цен энергоносителей на себестоимость продукции и её конкурентоспособность.
Одна из важнейших стратегических задач страны, которую поставил президент в своём указе — сократить к 2020 году энергоёмкость отечественной экономики на 40 %. Для её реализации необходимо создание совершенной системы управления энергоэффективностью и энергосбережением. В связи с этим Министерством энергетики РФ было принято решение о преобразовании подведомственного ФГУ «Объединение „Росинформресурс“» в Российское энергетическое агентство, с возложением на него соответствующих функций.
- «Энергосбережение и энергоэффективность» на официальном сайте Министерства энергетики России
- Энергоэффективность на официальном сайте Министерства экономического развития Российской Федерации
- Федеральный закон об энергосбережении и повышении энергетической эффективности (от 23 ноября 2009 г. № 261-ФЗ): http://base.garant.ru/12171109.htm

## Структурная трансформация
Четыре ключевых элемента структурной трансформации ТЭК РФ были обозначены Владимиром Путиным в октябре 2023 года. Они входят в суверенную стратегию государства.
Первый: обеспечение ресурсами и достаточного предложения на внутреннем рынке.
Второй: развитие глубокой переработки углеводородов и создание максимальной добавленной стоимости.
Третий: полный суверенитет отрасли в финансовом, технологическом и кадровом направлениях.
Четвертый: расширение географии экспорта и новых перспектив.